# La evolución de la cooperación
La evolución de la Cooperación (primera edición en inglés del año 1984) es una obra escrita por el profesor estadounidense de ciencias políticas, Robert Axelrod (1943). La obra tiene como propósito indagar sobre las formas en las cuales se origina y mantiene en una comunidad la cooperación, y en cuáles condiciones el egoísmo será la estrategia dominante. 
La obra es reconocida por sus aportes a la economía, la ciencia política, la teoría de juegos, las teorías de la cooperación, la estrategia evolutivamente estable y la teoría de la economía de complejidad.

## Fundamento teórico y experimental de la obra
Para realizar su análisis el autor toma como base la teoría de juegos y la teoría de la acción racional, expresadas en el dilema del prisionero desarrollado por Merrill M. Flood. Este dilema plantea que existen situaciones en las cuales los miembros de una comunidad deben tomar una decisión interdependiente, que generará diferentes beneficios individuales y colectivos. La decisión en el dilema es tomada de manera individual y separada: cooperar o no cooperar con los demás. Lo anterior teniendo presente la existencia del conocimiento común de que el mejor resultado social lo obtendrán si todos los jugadores eligen cooperar. De acuerdo con la tabla:
|                      | JUGADOR B COOPERA                                                               | JUGADOR B NO COOPERA                                                            |
| -------------------- | ------------------------------------------------------------------------------- | ------------------------------------------------------------------------------- |
| JUGADOR A COOPERA    | El jugador A obtiene un resultado de 3, el jugador B obtiene un resultado de 3. | El jugador A obtiene un resultado de 0, el jugador B obtiene un resultado de 5. |
| JUGADOR A NO COOPERA | El jugador A obtiene un resultado de 5, el jugador B obtiene un resultado de 0. | El jugador A obtiene un resultado de 1, el jugador B obtiene un resultado de 1. |

El dilema concluye que los dos jugadores escogerán racionalmente la no cooperación, dados los altos riesgos a los que se exponen ante la defección del otro jugador, unida al deseo creciente de explotar al otro jugador en caso de que este coopere; obteniéndose así una situación social mucho peor a la que se daría con la mutua cooperación. 
La obra así mismo hace un análisis evolucionista de la cooperación, indagando cómo esta puede surgir en una comunidad de no cooperadores y encontrar asidero, es decir, cómo la cooperación puede ser una estrategia óptima en ambientes multiformes, diversificados y egoístas; y cómo las estrategias cooperativas pueden permanecer en el largo plazo sin ser invadidas por estrategias no cooperadoras. 
Los argumentos teóricos son confrontados con un experimento realizado por Axelrod en el cual invitó a un grupo de economistas, politólogos, psicólogos, matemáticos y sociólogos, expertos en teoría de juegos, a participar en un torneo computarizado (14 participantes en total). En este torneo se invitó a los colaboradores a asumir que eran uno de los dos jugadores sumidos en un dilema del prisionero, que deberían jugar contra los demás participantes el dilema de manera iterativa doscientas ocasiones seguidas. El torneo fue ganado por el participante que diseñó la mejor estrategia, esta es, la que después de competir contra los demás participantes, lograra la renta más alta. Algunas de las estrategias mencionadas por el autor en su obra son:
- Vengativa o Friedman: esta estrategia asignará como decisión del juego “cooperar” desde la primera ronda en adelante, pero, en caso de que el otro jugador en alguna de las 200 rondas escoja “no cooperar”, Vengativa o Friedman en las rondas restantes no cooperará. Esta estrategia es común en jugadores rencorosos, que ante la primera defección por parte de otro jugador no cooperarán en el futuro.
- Toma y daca: esta estrategia, considerada por el autor como la estrategia más robusta está diseñada para que en la primera ronda coopere y de la segunda ronda en adelante escoja la decisión que su oponente tomó en la inmediatamente pasada.
- Toma y Dos Dacas: De manera análoga a Toma y Daca, esta estrategia inicia la ronda de juegos con la decisión de “cooperar”, y desde la segunda ronda en adelante escoge la opción que su contendor tomo la ronda inmediatamente anterior. En caso de que su contendor no coopere y defraude a la estrategia, toma y dos dacas no cooperará durante las dos rondas siguientes.

Como conclusión del experimento, que se realizó de manera computarizada, Axelrod expone que nunca se presentó una estrategia óptima, es decir, que lograra el puntaje máximo siempre. Por su parte si se encontró una estrategia dominante y con mayor puntuación promedio, esta fue Toma y Daca.  
Paralelo con el experimento, el autor soporta las conclusiones de su teoría con estudios de caso de las dinámicas de cooperación en el Congreso de los Estados Unidos, las estrategias de cooperación que surgieron durante la Primera Guerra Mundial entre bandos opuestos, especialmente los ejércitos alemanes contra los franceses y británicos en la Guerra de trincheras del Frente Occidental, la cual se caracterizó porque, durante largos periodos, los frentes en combate no realizaron maniobras de avanzada, por el contrario, los soldados de ambos bandos terminaron fraternizando, en el sistema denominado "Vivir y dejar vivir".

## Argumentos principales
La obra argumenta que en una comunidad donde estrategias cooperativas y no cooperativas compiten, se terminarán imponiendo las cooperativas sobre sus rivales. Esto dado que en promedio estas estrategias obtienen mejores resultados globales.
La importancia del futuro para el surgimiento de la cooperación es un factor determinante: en comunidades estables en las cuales se prevén interacciones futuras, la tendencia a cooperar suele ser mayor, respecto a comunidades en las cuales no existe la posibilidad de tener encuentros futuros. 
La cooperación puede surgir en comunidades no ordenadas por ninguna autoridad central, solamente como resultado de procesos adaptativos.

## Estructura de la obra
La obra está conformada por nueve capítulos , los cuales exponen los siguientes argumentos principales:

### Capítulo primero: El problema de la cooperación.
En el primer capítulo presenta el dilema del prisionero, de la manera indicada previamente, estableciendo como rasgos principales del dilema: primero, la imposibilidad de saber cómo actuará el otro jugador, y la imposibilidad de asumir las promesas o amenazas del otro jugador como creíbles (el otro jugador puede prometer que cooperará o no, insumo que no ofrece información adicional a la decisión); segundo, el hecho de que la defección (o no cooperación) es siempre una estrategia individualmente óptima; tercero, la decisión se toma de manera simultánea, por lo anterior no hay capacidad de previsión.

### Capítulo segundo: El éxito del Toma y Daca en el torneo computarizado.
En el segundo capítulo el autor presenta el experimento denominado "Torneo Computarizado del Dilema del Prisionero" y sus principales conclusiones. Este experimento computarizado agrupó a catorce investigadores, estudiantes y profesores, todos ellos conocedores de la teoría de juegos y los invitó a diseñar y presentar una estrategia para resolver el dilema del prisionero de manera iterativa, buscando obtener el mejor resultado individual. La estrategia postulada por cada participante jugó contra las trece estrategias de los demás participantes, contra ella misma y contra una estrategia denominada “aleatoria” (la cual arrojaría valores de “cooperación” o no “cooperación” azarosamente). Para un total de 15 rondas. En cada partida se jugaron 200 rondas seguidas del dilema del prisionero.
El autor establece que las estrategias presentadas se pueden clasificar en cuatro grupos generales:
- Decentes: Se le llamó así a todas las estrategias que en la primera ronda escogieron cooperar.
- Indulgentes: Contrario a las vengativas, son indulgentes las estrategias que, posterior a una defección del adversario, cooperan en rondas futuras.
- Vengativas: Se les llamó así a todas las estrategias que después de la primera defección de su adversario, no volvieron a cooperar en las rondas restantes.
- Explotadoras: Se les llama así a las estrategias que, siempre que se encuentren ante una indulgente (y lo hayan descubierto por los patrones pasados) tenderán a explotar la indulgencia, no cooperando cuando el competidor coopere.

Así mismo el autor explica el análisis ecológico realizado en el experimento, el cual consistió en eliminar a las estrategias con puntajes interiores al promedio después de cada ronda, e iniciar otra ronda nuevamente con las estrategias mejor puntuadas. Las estrategias con menores puntajes y que fueron eliminadas en la primera ronda fueron las vengativas y las explotadoras. Por el contrario la estrategia dominante fue la toma y daca, la cual si bien no fue óptima, fue superior en general sobre las demás estrategias. Toma y daca está diseñada para ser
cooperante, reaccionar ante la defección del adversario y castigarlo, a la vez ser indulgente y cooperar en rondas futuras. En general La estrategia toma y daca ofrece las condiciones para el estudio de la cooperación en entornos donde no existen autoridades centrales.

### Capítulo tercero: Cronología de la cooperación.
En el tercer capítulo el autor explica con mayor detalle al análisis ecológico realizado en el experimento. Este parte de considerar cómo será el desempeño de un conjunto de cooperadores insertos en una comunidad general de jugadores no cooperadores. La conclusión del autor es que, inclusive en comunidades donde la no cooperación es imperante, las estrategias cooperativas pueden imponerse en el mediano plazo y desplazar a las no cooperativas.
Esto será posible siempre que exista una pequeña comunidad de cooperadores la cual en el largo plazo pueda perdurar a la vez que haga desaparecer a las estrategias no cooperadoras por su poca eficacia.

### Capítulo cuarto: el sistema Vivir y dejar vivir
En este capítulo el autor extiende sus teorías y las aplica a las estructuras de cooperación que surgieron en la Guerra de trincheras, en el Frente Occidental, en la Primera Guerra Mundial, bajo el sistema denominado “Vivir y dejar vivir”. El autor indaga cómo se puso en marcha, de qué manera subsistió y por qué razón durante el último año de guerra el sistema “Vivir y dejar vivir” se desmontó.
“Vivir y dejar vivir” fue la conducta general y sistemática de cooperación y no agresión que se dio entre el ejército alemán (por parte de las Potencias Centrales) y los franceses y británicos (por parte de la Triple Entente) a lo largo del Frente Occidental. Estos acuerdos tácitos se lograron después de varios meses de interacción sostenida, en los cuales los frentes compartieron situaciones como el fuerte invierno o las treguas y pausas para la recepción de raciones (las cuales eran simultáneas en los dos frentes). El autor resalta el hecho de que si uno de los dos frentes faltaba al sistema “vivir y dejar vivir” y atacaba al otro, el bando respondía atacando muchas con más fuerza y en más ocasiones (siendo una estrategia de respuesta de toma y daca, inclusive de toma y dos o tres dacas). Así mismo cotidianamente se realizaron acciones para demostrar la capacidad bélica y de daño de cada frente (como el hacer disparos a miras en movimiento), estos rituales indicaban que la tregua tácita no respondía a debilidad relativa en el frente. Este sistema de cooperación se generó de acuerdo a la estructura de inserción y mantenimiento de estrategias cooperativas en entornos no cooperadores, de acuerdo a la tesis general explicada en los capítulos anteriores.

### Capítulo cinco: La evolución de la cooperación en sistemas biológicos.
En este capítulo el autor, en colaboración con el biólogo William Donald Hamilton, presenta cómo las estrategias de cooperación presentadas en los capítulos uno y dos pueden darse y evolucionar inclusive en sistemas sin capacidad de previsión (por ejemplo algunos cultivos de bacterias). 

### Capítulo seis: Cómo elegir eficazmente.
Este capítulo presenta una serie de consejos para asesorar a participantes y a reformadores bajo cinco principios:
- No ser envidiosos: Consiste en reconocer que las interacciones sociales no corresponden a un juego de suma cero, donde los beneficios individuales de uno deban necesariamente ir en contra de los beneficios de los demás integrantes de la comunidad. El autor afirma, en oposición, que la envidia puede ser una estrategia a largo plazo autodestructiva. Esto es ejemplificado en la obra con el caso de las empresas que tienen políticas de negociación agresivas con clientes y proveedores, las cuales en el peor de los casos pueden verse gravemente afectadas, hasta llegar a la quiebra, hecho que generaría consecuencias negativas para la misma empresa.
- No ser el primero en no cooperar y devolver tanto la cooperación como la defección: Estos consejos se resumen en el concepto de reciprocidad, cooperar cuando los otros cooperen y castigar a los demás participantes cuando no cooperen.
- No ser demasiado listos ni demasiado impredecibles: Las estrategias demasiado complejas son impredecibles para los demás jugadores, al ser comprendidas como aleatorias, el otro jugador podrá preferir la defección a la cooperación al no hallar patrones claros y frecuentes.

### Capítulo siete: La promoción de la cooperación
De la misma manera que en el capítulo anterior, en este el autor establece un conjunto de consejos para fortalecer la cooperación en diferentes comunidades, partiendo de la premisa de que en las comunidades reales los ambientes estratégicos no se consideran como dados, por el contrario, se construyen. El autor recomienda para insertar y conservar conductas cooperativas:
- Promover la interacción continua: de manera frecuente y duradera
- Promover y aumentar la importancia del futuro: Esto es minimizar el beneficio por la defección en el presente (bien sea con un impuesto o sanción social). Si una comunidad no tiene perspectivas de futuro, no hay incentivos para la cooperación.
- Enseñar valores, hechos y destrezas que promuevan la cooperación y enseñar a la gente a preocuparse por los otros. Promover reglas de reciprocidad como el  “haz a los demás lo que quieran que hagan contigo”, la cual esta implícita en la estrategia toma y daca. Minimizar las estrategias vengativas de nunca perdonar o castigar más de lo necesario.
- Mejorar la capacidad de reconocimiento de los actores y sus tipos de personalidades y estrategias.

### Capítulo octavo: La estructura social de la cooperación.
En este capítulo el autor estudia elementos como las etiquetas sociales, el papel de la reputación y del territorio (características como el género, la edad, el sexo o la religión) y su papel en la producción, inferencia y fijación de creencias sobre los demás integrantes en una comunidad. Así mismo, a partir de este concepto hace un estudio sobre las formas de agrupación social (por razas, guetos o subculturas) y cómo se dan las relaciones de cooperación o no dentro de estas agrupaciones y hacia afuera.

### Capítulo noveno: La robustez de la reciprocidad
En el capítulo nueve el autor retoma algunas de las conclusiones principales de la obra, en primer lugar reafirma la fortaleza evolutiva que pueden presentar las estrategias cooperativas sobre las no cooperativas, esto en entornos donde el futuro es un factor importante. Así mismo el autor concluye que la cooperación puede surgir y fijarse inclusive en entornos donde no hay racionalidad, ni siquiera confianza. El elemento determinante de la cooperación, de acuerdo con la obra, es la existencia de una interacción continuada, dentro de la cual las estrategias más exitosas perduren y las menos exitosas sean abandonadas, en otras palabras donde las estrategias cooperativas sean replicadas y las no cooperativas no perduren.
Así mismo concluye exponiendo los elementos que el autor considera explicativos del éxito de la estrategia Toma y Daca, estos son: 
- Decente: Como se mencionó previamente, una estrategia decente inicia la interacción cooperando.
- Indulgente: Se denomina indulgente a toda estrategia que es capaz de “perdonar” a los demás jugadores ante un acto de no cooperación, demostrándose cooperadora en el futuro.
- Provocativa: Toda estrategia provocativa es sensible a cooperar cuando la contraparte decide hacerlo, y sensible a no cooperar cuando la contraparte lo hace.
- Clara: El principio de decisión de Toma y Daca es claro, por lo cual las otras estrategias pueden reconocerla y actuar en consecuencia con esta.

La estrategia Toma y Daca, si bien no es óptima, en general pero es superior a las demás estrategias

## Desarrollos posteriores
Sobre los fundamentos de la cooperación, competencia y altruismo en sistemas biológicos, el biólogo Richard Dawkins ha desarrollado una teoría completa, presentada en su obra El gen egoísta, en la cual se presenta una postura original sobre las bases de la evolución y cómo esta puede producir en los seres vivos conductas específicas de interacción con los ecosistemas y los miembros de la misma especie complejos, donde se dan la cooperación y la competencia de manera simultánea. 
Así mismo existen teorías en la sociología, y la psicología social las cuales establecen que la confianza tiene un papel predominante en el desarrollo de la cooperación social, contra argumentando los postulados de la obra de Axelrod. Algunos de estos trabajos son los desarrollados por Niklas Luhmann y Anthony Giddens, desde la sociología o Barbara Misztal, desde la psicología. Teorías las cuales establecen la importancia de variables como las instituciones, la influencia social, la identidad y el lenguaje para el surgimiento y fijación de relaciones de cooperación y coordinación social.